# Ca' Corniani
Ca' Corniani è una frazione del comune di Caorle, nella Città metropolitana di Venezia.

## Storia
Secondo le prime fonte storiche, sin dal XV secolo il territorio di Ca' Corniani era costituito da un'ampia distesa paludosa, proprietà della Serenissima repubblica, che ne lasciava le terre in concessione agli abitanti di Caorle per la caccia e la pesca. Il nome di Ca' Corniani risale al periodo in cui la Repubblica suddivise il territorio di Caorle in diverse «prese», da vendere a nobili veneziani per far fronte ai problemi economici dello stato. Fu così che le famiglie Cottoni e Corniani acquistarono la terza e la quarta presa, dando vita agli abitati di Ca' Cottoni e di Ca' Corniani.
A partire dalla metà del 1800, il territorio subì un processo di radicale bonifica, quando, in seguito all'acquisto del terreno da parte delle Assicurazioni Generali, furono realizzati canali e impianto idrovoro ad opera del direttore dei lavori Attilio Spada, assieme a Danilo Francesconi. Inaugurato nel 1880, l'abitato di Ca' Corniani rappresenta il primo esempio di bonifica integrale delle paludi venete ad iniziativa privata.
Tra la fine del XIX e l'inizio del XX secolo, Ca' Corniani divenne sede di un'importante azienda agricola, specializzata in particolare nella coltura del vino e del grano, sempre sotto il controllo delle Assicurazioni Generali. In questo periodo, e fino agli anni del secondo dopoguerra, Ca' Corniani conobbe un periodo di relativo benessere, in cui la popolazione crebbe fino a raggiungere 1500 unità, in prevalenza abitanti del capoluogo ivi rifugiatisi dopo la Grande Guerra.
Con l'incremento del turismo balneare seguito agli anni sessanta e settanta, molti degli abitanti del luogo si trasferirono nuovamente nel centro di Caorle, determinando un progressivo spopolamento della frazione fino alle odierne circa 200 unità.

## Monumenti e luoghi d'interesse
Nella frazione si trova l'antica chiesa parrocchiale dedicata a San Giovanni Battista, patrono dell'abitato, costruita all'inizio del Novecento e consacrata nel 1920 dal patriarca di Venezia Pietro La Fontaine, che ne staccò il territorio dalla parrocchia di Ca' Cottoni formando una nuova parrocchia. L'edificio, ad una sola navata, è ornato da un campanile a vela, arricchito da tre campane a slancio realizzate negli ultimi anni novanta. All'interno vi è contenuta la statua del patrono, un tempo trasportata in processione attraverso i campi circostanti il 29 agosto, giorno in cui la Chiesa ricorda il martirio del santo.
Negli ultimi anni 2010, la frazione è stata oggetto di un imponente intervento di qualificazione, ad opera della società Genagricola 1851, con la realizzazione di diversi percorsi ciclopedonali e l'organizzazione di eventi turistici ed eno-gastronomici. Questo progetto, denominato «Terra d'avanguardia», ha anche arricchito il territorio con tre installazioni artistiche a delimitarne i confini:
- una serie di sculture raffiguranti animali all'interno del podere;
- una scritta a led che si accende quando cade un fulmine sul territorio italiano;
- una copertura dorata per il tetto dell'antico casale abbandonato al confine con il territorio di Ca' Cottoni.

Sempre all'interno dello stesso progetto si pone lo sviluppo di tecnologie agricole eco-sostenibili che hanno portato Caorle a fregiarsi della bandiera Spighe Verdi della FEE.